# Sandweiler-Contern vasútállomás
Sandweiler-Contern vasútállomás Luxemburgban, Sandweiler településen található.

## Vasútvonalak
Az állomást az alábbi vasútvonalak érintik:
- Luxemburg–Wasserbillig-vasútvonal

## Kapcsolódó állomások
A vasútállomáshoz az alábbi állomások vannak a legközelebb:
- Cents-Hamm vasútállomás
- Oetrange vasútállomás